# Haroldo II da Noruega
Haroldo II da Noruega ou Haroldo Manto Cinzento (em norueguês antigo: Haraldr gráfeldr; em em norueguês: Harald Gråfell; em dinamarquês: Harald Graafeld), falecido em 970, era filho de Érico I e neto de Haroldo Cabelo Belo.
Após a morte de seu pai, ele e seu irmão se aliaram contra o rei Haroldo Gormson da Dinamarca e contra o rei Haakon. Depois da morte de Haquino I na Batalha de Fitjar em 961, Haroldo e seus irmãos receberam a coroa norueguesa, mas eles tinham pouca autoridade no oeste da Noruega. Haroldo, sendo o mais velho, era o mais poderoso dos irmãos.
Procurou aumentar seu poder matando os governantes locais Sigurdo Hakonsson, Tryggve Olafsson e Gudrød Bjørnsson. Fez também uma expedição viquingue a Biármia, no norte da Rússia.
Em 970, foi enganado e atraído à Dinamarca, tendo sido morto após um plano urdido pelo filho de Sigurdo Hakonsson, Haakon Sigurdsson, que era um aliado de Haroldo Dente-Azul.